# Найдорожчий малюнок
«Найдорожчий малюнок» — анімаційний фільм 1975 року Творчого об'єднання художньої мультиплікації студії Київнаукфільм, режисер — Єфрем Пружанський.

## Над мультфільмом працювали
- Режисер: Єфрем Пружанський
- Автор сценарію:
- Композитор: Мирослав Скорик
- Художник-постановник:
- Оператор: Анатолій Гаврилов
- Звукорежисер: Ігор Погон